# 百色地区
百色地区，广西壮族自治区已撤销的行政区——地区。1971年由百色专区改置。在今广西壮族自治区西部。
下辖十三县：百色县、西隆县、田阳县、万冈县、西林县、敬德县、凤山县、田西县、天保县、乐业县、向都县、凌云县、田东县。行政公署驻百色县。1983年10月百色县改为县级百色市。2003年地市合并，撤销百色地区，改设地级百色市。